# Corona circular

Corona circular.

Una corona circular és, en geometria, una figura geomètrica plana delimitada per dues circumferències concèntriques.

## Superfície d'una corona circular
Per a determinar la superfície d'una corona circular hem de trobar la diferència entre les àrees dels dos cercles concèntrics: el més gran amb radi R i el menor amb radi r.
{\displaystyle A=\pi R^{2}-\pi r^{2}\,}

{\displaystyle A=\pi (R^{2}-r^{2})\,}